# Profil criminel
Pour plus de détails, voir Fiche technique et Distribution.
Profil criminel (Profile for Murder) est un téléfilm américain réalisé par Terry Ingram et diffusé le 5 avril 2013 sur Lifetime Movie Network et en France le 19 juillet 2013 sur TF1.

## Fiche technique
- Titre original : Profile for Murder
- Réalisation : Terry Ingram
- Scénario : Marla Young et Madeline Di Maggio
- Photographie : Ron Stannett
- Musique : Peter Allen
- Durée : 95 minutes
- Pays :  États-Unis

## Distribution
- Nicki Aycox : Jackie[1]
- Steve Bacic : Sam
- Cameron Bancroft : le mari de Jackie
- Manoj Sood (en) : Docteur Sharma
- Vicky Huang (en) : Lisa
- Ona Grauer : Docteur Michelle
- Megan Charpentier : la fille de Jackie